# خوان اورراچ
خوان اورراچ (اسپانیایی: Joan Horrach‎؛ زادهٔ ۲۷ مارس ۱۹۷۴) دوچرخه‌سوار اهل اسپانیا است.
از باشگاه‌هایی که در آن رکاب زده‌است می‌توان به تیم کاتیوشا–آلپتسین اشاره کرد.